# Henry de la Mare
Sir Henry de la Mare (auch Henry de Mara) († 1256) war ein englischer Ritter und Richter. Er war von 1247 bis 1249 und von 1253 bis 1256 Richter am King’s Bench.

## Herkunft
Henry de la Mare entstammte einer Familie des Ritterstands, die als Vasallen des Earls of Surrey Besitzungen in Surrey und vielleicht auch in Sussex besaßen. Hauptsitz der Familie war Ashtead bei Leatherhead in Surrey. Zu Mares Besitzungen gehörte auch ein Gut bei Broughton in Hampshire sowie ein kleines Gut bei Harlaxton und Towthorpe in Lincolnshire. Dazu besaß er als Lehen von William Longespée ein Gut südlich von Reading in Wiltshire.

## Tätigkeit als Anwalt
Im November 1239 war Mare als Anwalt für Amaury de St Amand am Common Bench tätig. 1241 war er für die Erben seines kürzlich verstorbenen Lehnsherrn Earl William de Warenne tätig. Mare hatte offenbar auch enge Kontakte zu seinem anderen Lehnsherrn William Longespée. Im Oktober 1240 vertrat er als Steward von Longespée diesen vor dem Coram rege. Kurze Zeit später war er zwei weitere Male als Anwalt von Longespée tätig. 1242 gehörte er zum Gefolge von Longespée, als dieser während des Saintonge-Kriegs in Frankreich kämpfte, und als Longespée 1249 zum Kreuzzug aufbrach, pachtete Mare seine Güter.

## Dienst als Richter
Im Mai 1245 reiste Mare im Auftrag des Königs nach Frankreich, wo er als Vertreter des Königs am Konzil von Lyon teilnahm. Im Dezember 1245 reiste Mare erneut nach Frankreich, und im April 1246 reiste er zusammen mit Master William of Powick als Gesandter zur Kurie nach Rom. Möglicherweise war er Anfang 1247 für eine weitere diplomatische Mission im Ausland unterwegs. Für seine Dienste belohnte ihn König Heinrich III., indem Mare im November 1248 die Vormundschaftsverwaltung für den Erben von Walter de Merk und dessen Besitzungen in Cambridgeshire und Essex erhielt. Für die Vormundschaftsverwaltung sollte er eine Gebühr von 100 Mark bezahlen, von der ihm aber später 70 Mark erlassen wurden.

## Dienst als königlicher Richter
1247 diente Mare mehrmals als Richter an Assize Courts, wobei er vor allem in Surrey und Sussex tätig war. Vor dem 18. November 1247 wurde er zum Richter am King’s Bench ernannt, nachdem nach dem Rückzug von William of York nur noch Jeremy of Caxton als Berufsrichter an dem Gerichtshof tätig war. Aus unbekannten Gründen legte Mare im Februar 1249 sein Richteramt nieder. Möglicherweise unterstützte er Longespée bei den Vorbereitungen für dessen Kreuzzug. Im März 1250 gehörte er zum Gefolge von Richard von Cornwall, als dieser nach Frankreich reiste. Zurück in England, untersuchte er im Sommer 1251 Münzfälschungen in Süd- und Westengland. Ab Sommer 1251 übernahm er auch wieder zahlreiche Aufträge als Richter an Assize Courts in Südengland. Im Herbst 1251 sollte er eigentlich Gilbert of Preston während einer Gerichtsreise in Yorkshire vertreten, doch dann leitete er für zwei Wochen die Verhandlungen am Common Bench in Westminster, ehe dies Simon of Walton übernahm. Im Sommer 1253 war er zusammen mit William of Wilton wieder als Richter in Südengland tätig. Wohl durch den Einfluss von Richard von Cornwall wurde Mare 1253 erneut zum Richter am King’s Bench ernannt, wo er vor dem 13. Oktober 1253 zusammen mit Henry of Bath, Henry de Bracton und Nicholas de Turri tätig war. Für seine Dienste erhielt er 1253 ein jährliches Gehalt von 100 Mark. Auf dieses verzichtete er im Februar 1254 zugunsten einer Vormundschaftsverwaltung, wodurch er in den Besitz von Stoke St Gregory und Curry Rivel sowie der Stadt Langport in Somerset kam. Dazu übernahm er von Februar 1254 bis Juli 1255 für Königin Eleonore die Verwaltung der Güter Marlborough und Ludgershall. Im Frühjahr und Sommer 1254 stand Mare im Dienst des Thronfolgers Eduard in dessen Besitzungen in Wales. Anschließend war er wieder als Richter an Assize Courts in Südengland tätig. Zusammen mit anderen Richtern sollte Mare 1255 ausstehende Gebühren eintreiben, wobei er nicht nur in Surrey, Sussex, Hampshire und Wiltshire, sondern auch Dorset und Somerset tätig war. Anfang 1256 überprüfte Mare den Verkauf von Holz aus dem königlichen Forest of Dean. Am 20. März 1256 war er in Rusper an der Grenze zwischen Sussex und Surrey als Assize tätig. Anschließend gehörte er mit Nuntius Rostand, Giles of Bridport, dem gewählten Bischof von Salisbury und Richard de Crokesley, den Abt von Westminster Abbey, einer Gesandtschaft an, die für Verhandlungen wegen des sizilianischen Abenteuers nach Rom aufbrach. Am 15. Mai versprach ihm der König für seine Dienste Vormundschaftsverwaltungen, die £ 60 wert waren. Am 1. Juni war er noch einmal als Assize in Rusper tätig. Vor dem 15. Juni 1256 verließ die Gesandtschaft Südostengland. Er starb wahrscheinlich auf dem Weg nach Rom in Italien. Da er in Prozessen 1251 sowie bei Untersuchungen über die Rechte der St Albans Abbey 1252 oder 1253 gegen die Abtei entschieden hatte, widmete ihm der Chronist Matthew Paris einen negativen Nachruf. Paris, der ein Mönch von St Albans war, beschuldigte Mare darin der Korruption und dass er wissentlich Fehlurteile gefällt hätte.

## Familie und Nachkommen
Henry de la Mare hatte Joan de Neville geheiratet, eine Tochter des Forstrichters John de Neville und von dessen Frau Hawise de Courtenay. Mit ihr hatte er einen Sohn und eine Tochter:
- Matthew de la Mare († vor 1256)
- Maud de la Mare ⚭ Peter de Montfort der Jüngere

Seine Witwe heiratete Walter de la Hyde. Da Mares Sohn vor ihm gestorben war, wurde seine Tochter Maud de la Mare seine Erbin. Sie hatte Peter de Montfort den Jüngeren geheiratet, den gleichnamigen Sohn von Peter de Montfort. Es besteht aber auch die Möglichkeit, dass Maud nicht seine Tochter, sondern die Tochter seines Sohns Matthew und damit seine Enkelin gewesen war. Mare hatte für sein und das Seelenheil seiner Familie Seelenämter in der Kirche von Ashtead gestiftet. Da das von ihm gestiftete Geld aber nicht in Landbesitz angelegt wurde, war die dauerhafte Finanzierung der Messen nicht gesichert, was zu langwierigen Streitereien zwischen den Geistlichen und den Nachkommen von Mare führte.